# Kaar Kaas Sonn
 (août 2024).
La mise en forme du texte ne suit pas les recommandations de Wikipédia : il faut le « wikifier ».
Les points d'amélioration suivants sont les cas les plus fréquents. Le détail des points à revoir est peut-être précisé sur la page de discussion.
- Les titres sont pré-formatés par le logiciel. Ils ne sont ni en capitales, ni en gras.
- Le texte ne doit pas être écrit en capitales (les noms de famille non plus), ni en gras, ni en italique, ni en « petit »…
- Le gras n'est utilisé que pour surligner le titre de l'article dans l'introduction, une seule fois.
- L'italique est rarement utilisé : mots en langue étrangère, titres d'œuvres, noms de bateaux, etc.
- Les citations ne sont pas en italique mais en corps de texte normal. Elles sont entourées par des guillemets français : « et ».
- Les listes à puces sont à éviter, des paragraphes rédigés étant largement préférés. Les tableaux sont à réserver à la présentation de données structurées (résultats, etc.).
- Les appels de note de bas de page (petits chiffres en exposant, introduits par l'outil «  Source ») sont à placer entre la fin de phrase et le point final[comme ça].
- Les liens internes (vers d'autres articles de Wikipédia) sont à choisir avec parcimonie. Créez des liens vers des articles approfondissant le sujet. Les termes génériques sans rapport avec le sujet sont à éviter, ainsi que les répétitions de liens vers un même terme.
- Les liens externes sont à placer uniquement dans une section « Liens externes », à la fin de l'article. Ces liens sont à choisir avec parcimonie suivant les règles définies. Si un lien sert de source à l'article, son insertion dans le texte est à faire par les notes de bas de page.
- La présentation des références doit suivre les conventions bibliographiques. Il est recommandé d'utiliser les modèles {{Ouvrage}}, {{Chapitre}}, {{Article}}, {{Lien web}} et/ou {{Bibliographie}}. Le mode d'édition visuel peut mettre en forme automatiquement les références.
- Insérer une infobox (cadre d'informations à droite) n'est pas obligatoire pour parachever la mise en page.

Pour une aide détaillée, merci de consulter Aide:Wikification.
Si vous pensez que ces points ont été résolus, vous pouvez retirer ce bandeau et améliorer la mise en forme d'un autre article.
Kaar Kaas Sonn, né le 22 décembre 1973, est un auteur-compositeur et écrivain franco-tchadien vivant et travaillant en France,.

## Biographie
Il commence l'école à N'Djamena en 1979. Sa famille fuit la guerre qui ravage la capitale pour se réfugier à Béré dans la Tandjilé. Il reprend sa scolarité à l'école du centre de Béré jusqu'en 1983. En 1984, il rejoint sa mère à Laï où il entre au collège l'année suivante. En 1989, il obtient son brevet d'études et est admis au concours d'entrée au lycée technique commercial de N'Djamena. Il obtient son baccalauréat en 1992. En 1993, il entre à l'université de N'Djamena pour obtenir en 1996 sa licence en droit. Il passe le concours de l'ENA une année plus tôt et en sort en 1997. En 1998, il poursuit ses études à Bangui en Centrafrique et obtient une maîtrise. De retour au Tchad, il est recruté comme stagiaire à la présidence de la république avant d'intégrer le ministère des affaires étrangères. En 2001, il va poursuivre ses études d'économie à l'IUED de Genève où il obtient un DEA. Il s'installe en France en 2003, où il se consacre à l'enseignement, à l'écriture et à la musique. Ses albums sont repérés par FIP, France Inter et France Culture.
Kaar Kaas Sonn écrit son premier roman en 2007. Il mêle l'oralité africaine et tradition littéraire française.
Son œuvre poétique fait l'objet de travaux de recherche universitaire.
En 2014, il réalise avec un groupe d'étudiants un court métrage, iTitude, sur l'addiction au téléphone portable.

## Discographie
- Ballades d'un récalcitrant, 2000
- Chic Choc Chèque, 2001
- Tacatacatacatacata, 2006
- Qui endort dîne, 2009
- Crépuscule de l'idéal, 2012
- Tweet Tweet, 2013
- JeSuisHumain, 2015
- Nature, 2018
- Euqsam, 2020
- Vivre, 2021
- Voyages, 2023
- Dense, 2024

## Publications
- Présomption d'inconscience, poésie, 2000.
- Larmes sèches, recueil collectif de nouvelles, 2001.
- Au Sahel les cochons n'ont pas chaud, édition Kuljaama, 2006.
- Avec nos mains de chèvres, éditions La Sève, 2010.
- Le Prix des agneaux, coédition La Sève/Sao, 2012.
- E414, éditions Lavalacades, 2013.
- Droit, culture et développement en Afrique : le cas du Tchad, L'Harmattan, 2015.
- Les Sensualités desséchées (recueil de pyroèmes, poèmes en forme pyramidale), éditions Edilivre, 2016.
- Le conflit Tchad-Libye : Règlement pacifique du différend territorial de la Bande d'Aozou, éditions Edilivre, 2016.
- Se coucher de bonheur, recueil de poèmes aux éditions Édilivre, avril 2017
- En paroles, octobre 2020
- Pour l'amour de Camille, SBL et Lavalcades, 2021
- Chroniques bleues, 2024
- La géométrie des sentiments, 2024
- Comment valoriser les emballages dans l'industrie agro-alimentaire ? 2024

## Filmographie
- 2014 : iTitude